# Franz Karl Veyder von Malberg

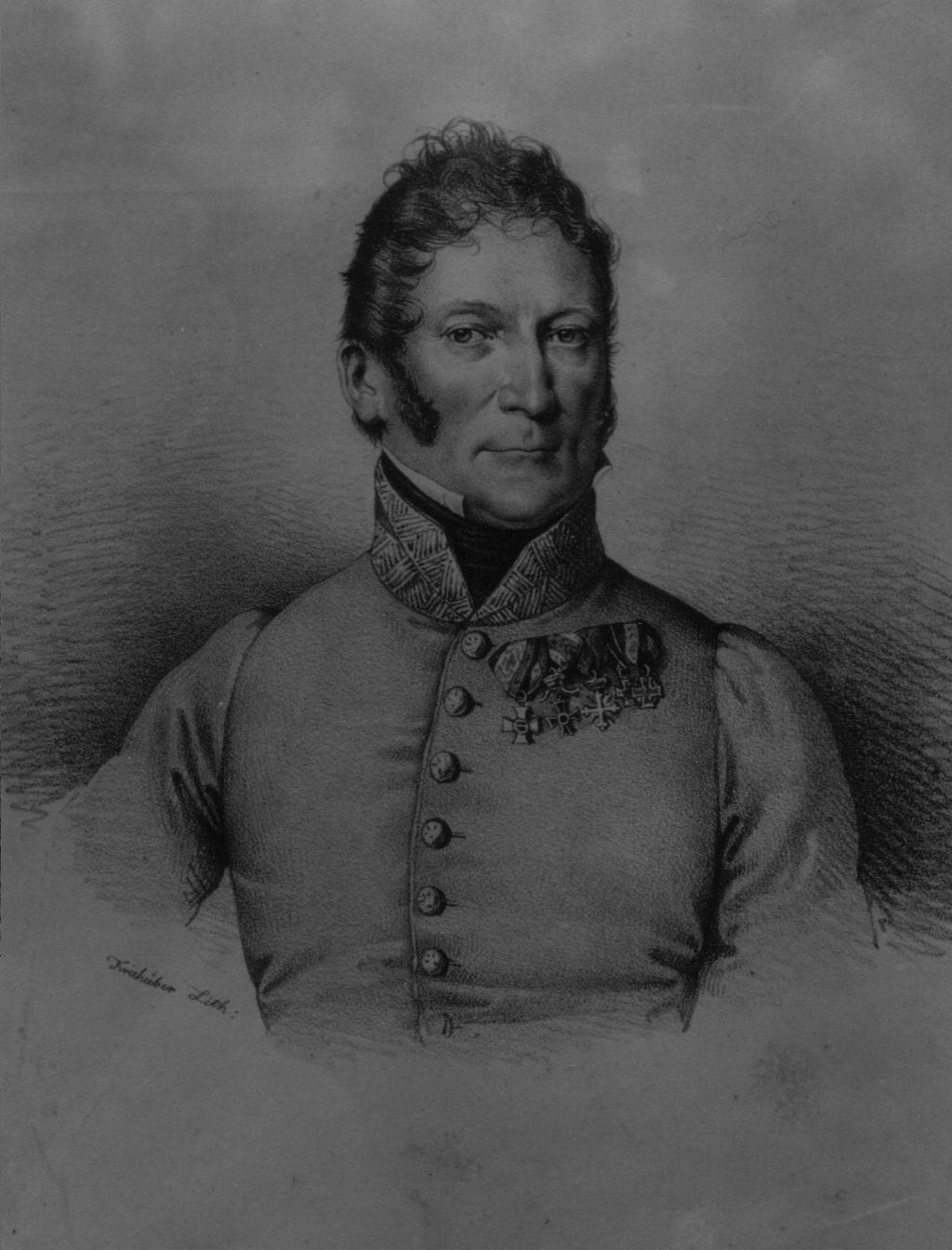
Franz Karl Veyder von Malberg, Lithographie von Joseph Kriehuber

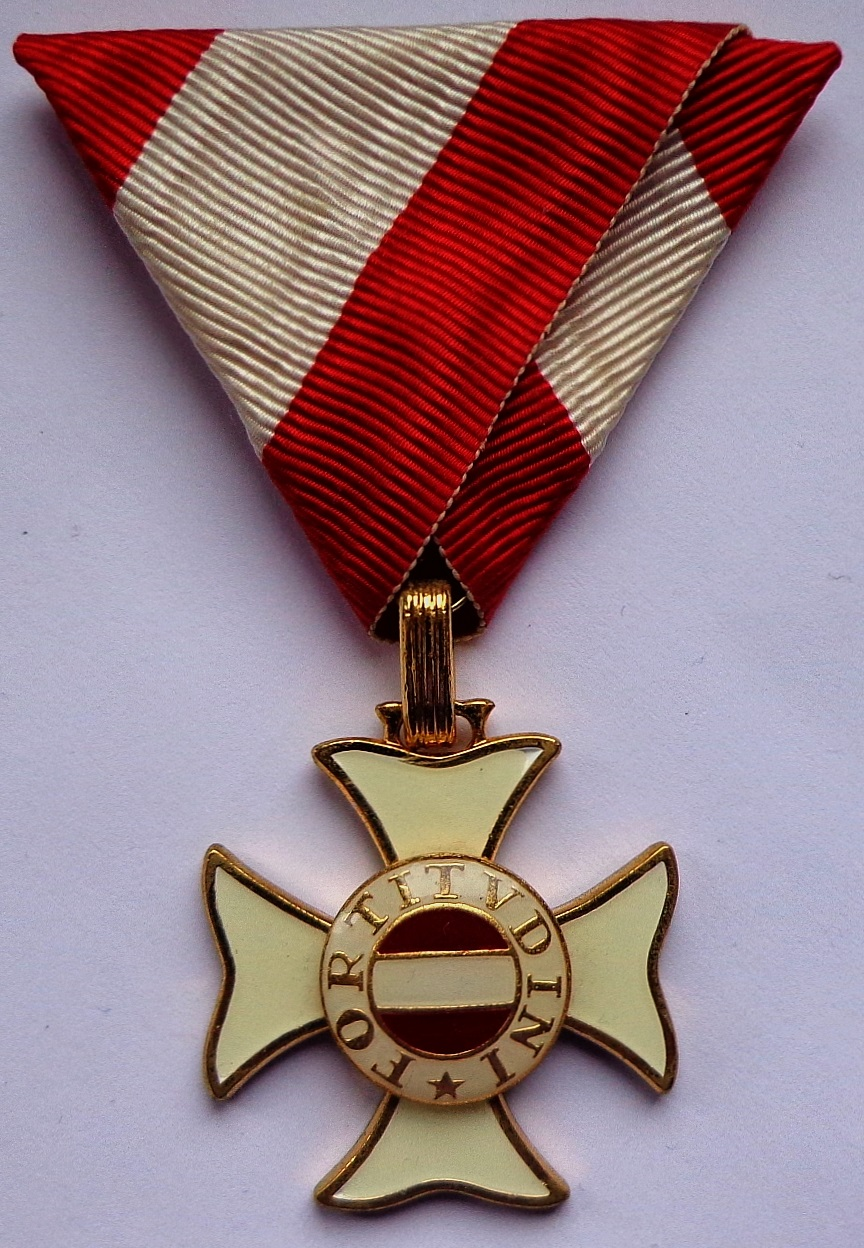
Ritterkreuz des Militär-Maria-Theresien-Ordens

Franz Karl Freiherr Veyder von Malberg (* 28. Mai 1775 auf Schloss Malberg; † 12. April 1830 in Mainz) war ein k.k. Generalmajor.

## Leben
Veyder von Malberg entstammte der zweiten Ehe des Peter Ernst Freiherr Veyder von Malberg; seine Mutter war Marie Ernestine de Montigny. Der älteste Bruder Karl – aus der ersten Ehe mit Ottilie Freiin von Breiten-Landenberg – blieb auf dem Schloss, die beiden jüngeren aus der zweiten Ehe wurden kaiserliche Offiziere, ab 1806 für Österreich.
Als 20-jähriger Fähnrich war er an der Erstürmung der Mainzer Linien 1795 beteiligt. Ab 1809 war er Adjutant von Feldmarschallleutnant Chasteler in Tirol, wo er als Major zunächst die Vorhut des Korps anführte, das den aufständischen Bauern unter Andreas Hofer gegen Franzosen und Bayern zu Hilfe kam. Mit den Bürgern von Hall in Tirol verzögerte er am 14. Mai 1809 auf der Brücke von Volders den Vormarsch der Bayern, bewahrte Innsbruck vor der Besetzung und ermöglichte so Andreas Hofer, seine Truppen zur siegreichen Schlacht am Bergisel zu formieren. Dafür erhielt er das Ritterkreuz des Maria-Theresien-Ordens.
Als Oberstleutnant kommandierte er am 1. April 1810 ein Bataillon des Infanterieregiments Erzherzog Karl als Ehrengarde anlässlich der Hochzeit Napoleons mit Marie-Louise von Österreich, Tochter des österreichischen Kaisers Franz I. 1812 wurde ihm das Jägerregiment Nr. 7 anvertraut, das zum Hilfskorps gehörte, das das besiegte Österreich Napoleon für den Russland-Feldzug stellen musste. Am 12. August 1812 nahm er an der  erfolgreichen Schlacht bei Podubay teil. Während des Rückzugs aus Moskau konnte er die Reste seines Regiments in Sicherheit bringen.
Ab Herbst 1813 trat Österreich der Koalition mit Preußen, Russland und Schweden bei. Am 18. September eroberten seine 7. Jäger die Stadt Freiberg in Sachsen, nahmen General Brunot und 400 französische Husaren gefangen und schenkten ihrem Kommandeur, Oberst Veyder von Malberg, das Leibpferd des gegnerischen Befehlshabers. Die Truppe war an der Völkerschlacht bei Leipzig an vorderster Linie bei Steingrimma eingesetzt, verfolgte anschließend die Franzosen bei Naumburg (Saale) und eroberte am 21. Oktober die Saalebrücke bei Kössen. Vom Kaiser erhielt er das Ritterkreuz des Leopoldordens und wurde 1815 zum General-Adjutanten des Kronprinzen Ferdinand berufen. 1817 kam er als Kommandeur des 24. Infanterie-Linienregiments nach Pavia, 1818 nach Großwardein in Ungarn und wurde 1820 als Brigadier nach Alessandria versetzt. 1823 erhielt er das Generalkommando in der Festung Karlstein zum Schutze Kroatiens und Slawoniens, wobei er Inhaber des Infanterieregiments Nr. 56 wurde. Zuletzt war er  Truppenbrigadier österreichischer und preußischer Verbände in der Bundesfestung Mainz, wo er schließlich starb und in einem Ehrengrab beigesetzt wurde.
Seit dem 8. August 1827 war er mit Julie, der Witwe seines älteren Bruders Georg Friedrich, geb. von Wallenburg, verheiratet. Das Paar hatte keine Kinder.